# نادي سلافيا-موزير
نادي سلافيا موزير لكرة القدم (بالبيلاروسية: Футбольны клуб Славія Мазыр) نادي كرة قدم بيلاروسي يلعب في الدوري البيلاروسي الممتاز. تم تأسيس النادي في عام 1987.

## روابط خارجية
- FC Slavia-Mozyr